# Вайвари (остановочный пункт)
Ва́йвари (латыш. Vaivari) — остановочный пункт в Юрмале на электрифицированной железнодорожной линии Торнякалнс — Тукумс II, ранее являвшейся частью Риго-Орловской железной дороги.

## История
Остановочной пункт Асари-II появился в 1927 году. За прошедшие с момента открытия дороги пятьдесят лет дачный район Вайвари разросся и возникла необходимость в появлении железнодорожной станции.
В 1928 году был построен новый деревянный вокзал, навес от непогоды и домик для хранения багажа. В апреле 2016 года в ходе реконструкции историческое здание было перенесено на улицу Скауту и на его месте возведена современная постройка. Внешний вид нового здания вызвал острую критику со стороны населения и СМИ.
Нынешнее название платформа носит с 1938 года.

## Галерея

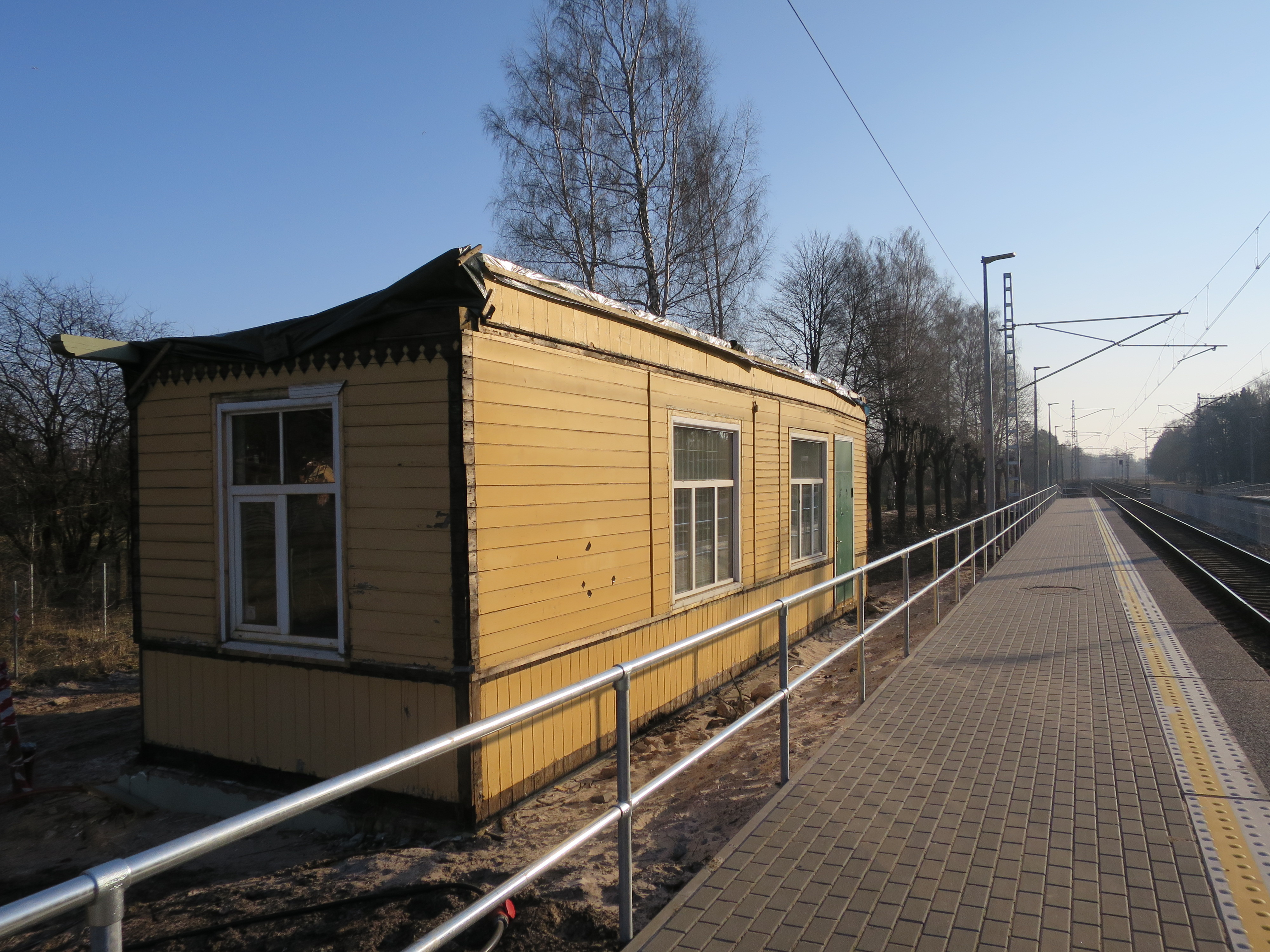
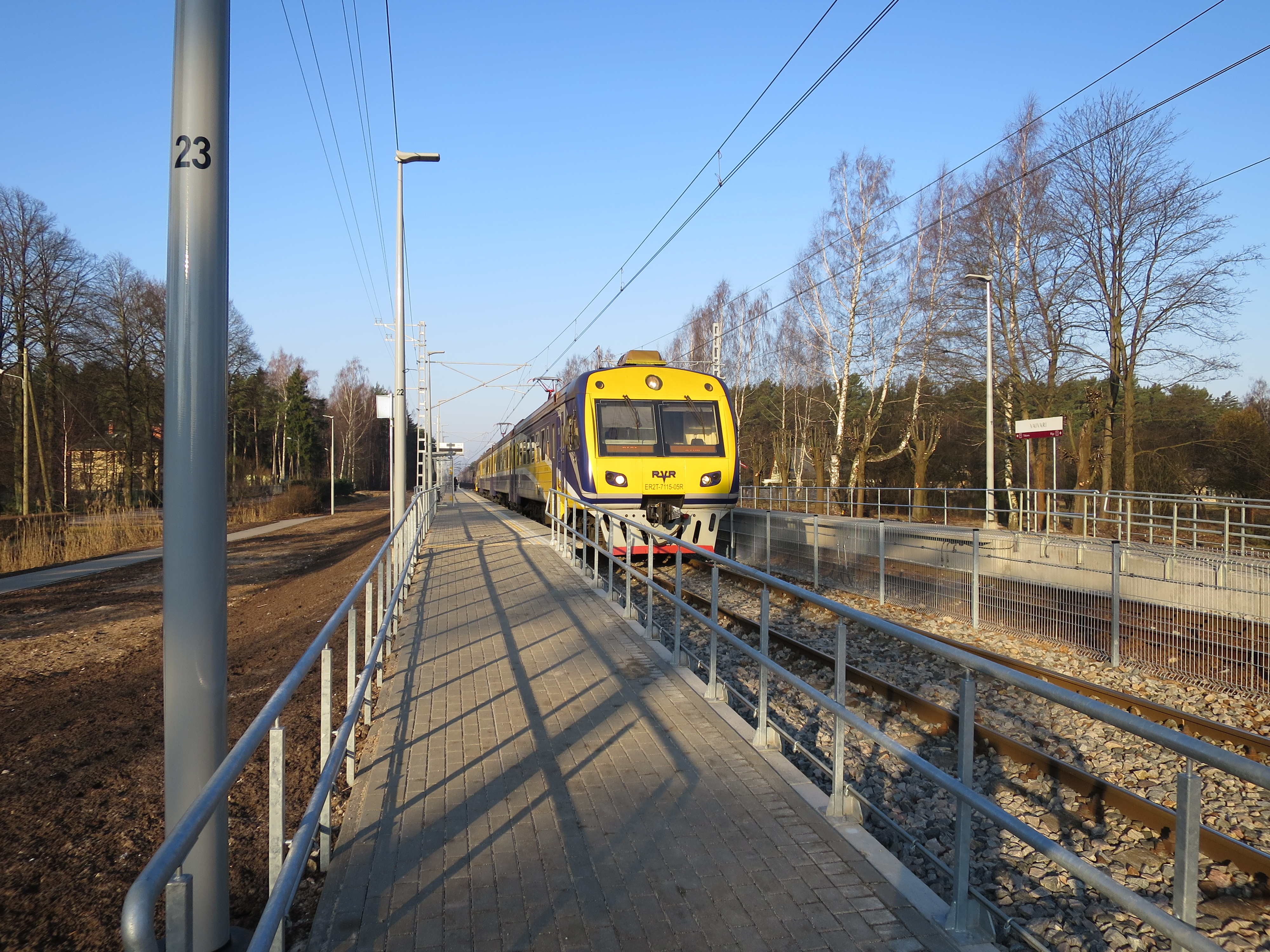